# Winter Bells
Winter Bells – jedenasty singel japońskiej piosenkarki Mai Kuraki, wydany 17 stycznia 2002 roku. Utwór tytułowy został wykorzystany jako 10 opening (odc. 259–270) anime Detektyw Conan. Singel osiągnął 1 pozycję w rankingu Oricon i pozostał na liście przez 9 tygodni, sprzedał się w nakładzie 258 310 egzemplarzy. Singel zdobył status platynowej płyty.

## Lista utworów
| Nr | Tytuł                                        | Słowa                    | Kompozycja                    | Aranżacja                     | Czas |
| -- | -------------------------------------------- | ------------------------ | ----------------------------- | ----------------------------- | ---- |
| 1. | "Winter Bells"                               | Mai Kuraki               | Akihito Tokunaga              | Akihito Tokunaga              | 4:39 |
| 2. | "thankful"                                   | Mai Kuraki, Keith Bazzle | Tomoo Kasahara, YOKO B. Stone | Tomoo Kasahara, YOKO B. Stone | 4:00 |
| 3. | "always ~Gomi's Lair Club Mix~" (Radio Edit) | Mai Kuraki               | Aika Ōno                      | Cybersound Remixed by GOMI    | 4:40 |
| 4. | "Winter Bells" (Instrumental)                |                          | Akihito Tokunaga              | Akihito Tokunaga              | 4:39 |

## Notowania
| Lista                       | Pozycja |
| --------------------------- | ------- |
| Oricon Daily Singles Chart  | 1       |
| Oricon Weekly Singles Chart | 1       |
| Oricon Yearly Singles Chart | 41      |